# Route 116 (Québec)
Pour les articles homonymes, voir R116 et Route 116.
La route 116 (R-116) est une route nationale québécoise qui suit une orientation est / ouest sur la rive sud du fleuve Saint-Laurent. Elle dessert les régions administratives de la Montérégie, du Centre-du-Québec, de l'Estrie et de Chaudière-Appalaches. Elle relie la Rive-Sud de Montréal à Lévis et est une importante route de la banlieue de Montréal.

## Tracé
La route 116 débute sous forme d'autoroute à Longueuil à la hauteur du boulevard Taschereau (route 134) et de la route 112. À cet endroit, elle se nomme boulevard Sir Wilfrid-Laurier et garde ce nom jusqu'à Saint-Hyacinthe. Elle se divise de la route 112 après 4 kilomètres à Saint-Hubert. La section autoroute se termine tout juste après l'échangeur avec l'A-30 à Saint-Bruno-de-Montarville. Par contre, elle demeure une voie rapide à quatre voies à chaussées séparées jusqu'à Saint-Hyacinthe, où il y a un chevauchement avec les routes 235 et 137. Entre Longueuil et Sainte-Madeleine, elle suit la voie ferrée du Canadien National, reliant Montréal et Québec.
Plus à l'est, elle devient une route moins achalandée et forme un chevauchement avec l'A-20 sur 6 kilomètres entre l'extrémité est de Saint-Hyacinthe et Saint-Liboire. Il y a ensuite un autre chevauchement avec la route 139 à Acton Vale, puis avec les routes 143 et 243 à Richmond.
La route 116 se poursuit jusqu'à Lévis, où elle se nomme route des Rivières. Elle se termine sur la route 132 après avoir traversé Victoriaville, où elle fait un chevauchement avec les routes 122 et 161.

## Localités traversées (de l'ouest vers l'est)
Liste des municipalités dont le territoire est traversé par la route 116, regroupées par municipalité régionale de comté.

### Montérégie

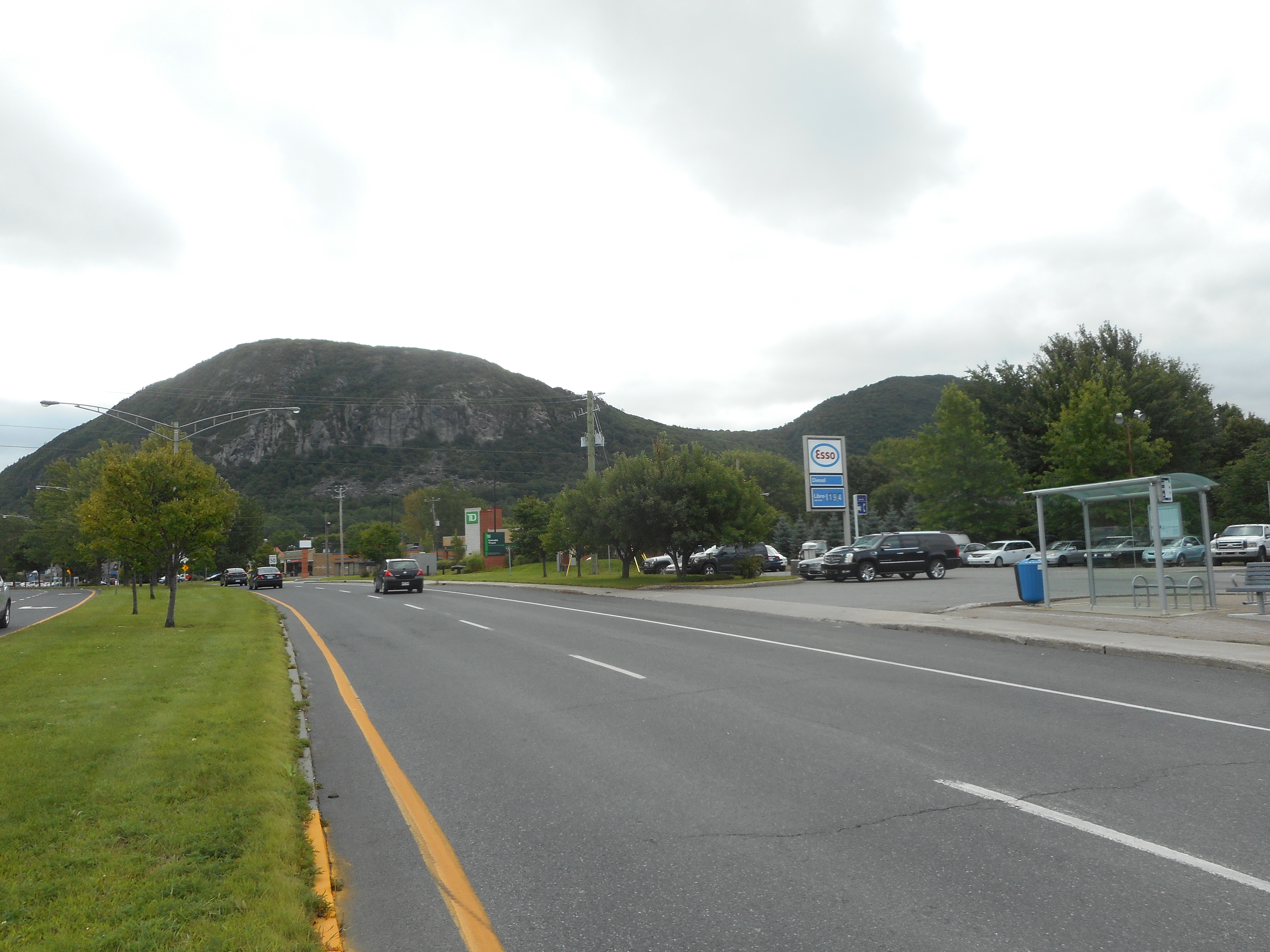
La route 116 à Mont-Saint-Hilaire

Hors MRC (Agglomération de Longueuil)
- Longueuil
  - Arrondissement Vieux-Longueuil
  - Arrondissement Saint-Hubert
- Saint-Bruno-de-Montarville

La Vallée-du-Richelieu
- Saint-Basile-le-Grand
- McMasterville
- Belœil
- Mont-Saint-Hilaire

Les Maskoutains
- Sainte-Marie-Madeleine
- Sainte-Madeleine
- La Présentation
- Saint-Hyacinthe
- Saint-Simon
- Saint-Liboire

Acton
- Upton
- Acton Vale
- Sainte-Christine

### Centre-du-Québec
Drummond
- Durham-Sud

### Estrie
Le Val-Saint-François
- Ulverton
- Melbourne
- Richmond
- Cleveland

Les Sources
- Danville

### Centre-du-Québec
Arthabaska
- Kingsey Falls
- Warwick
- Saint-Christophe-d'Arthabaska
- Victoriaville

L'Érable
- Princeville
- Plessisville
- Laurierville
- Lyster

### Chaudière-Appalaches
Lotbinière
- Dosquet
- Saint-Agapit
- Saint-Gilles

Hors MRC
- Lévis

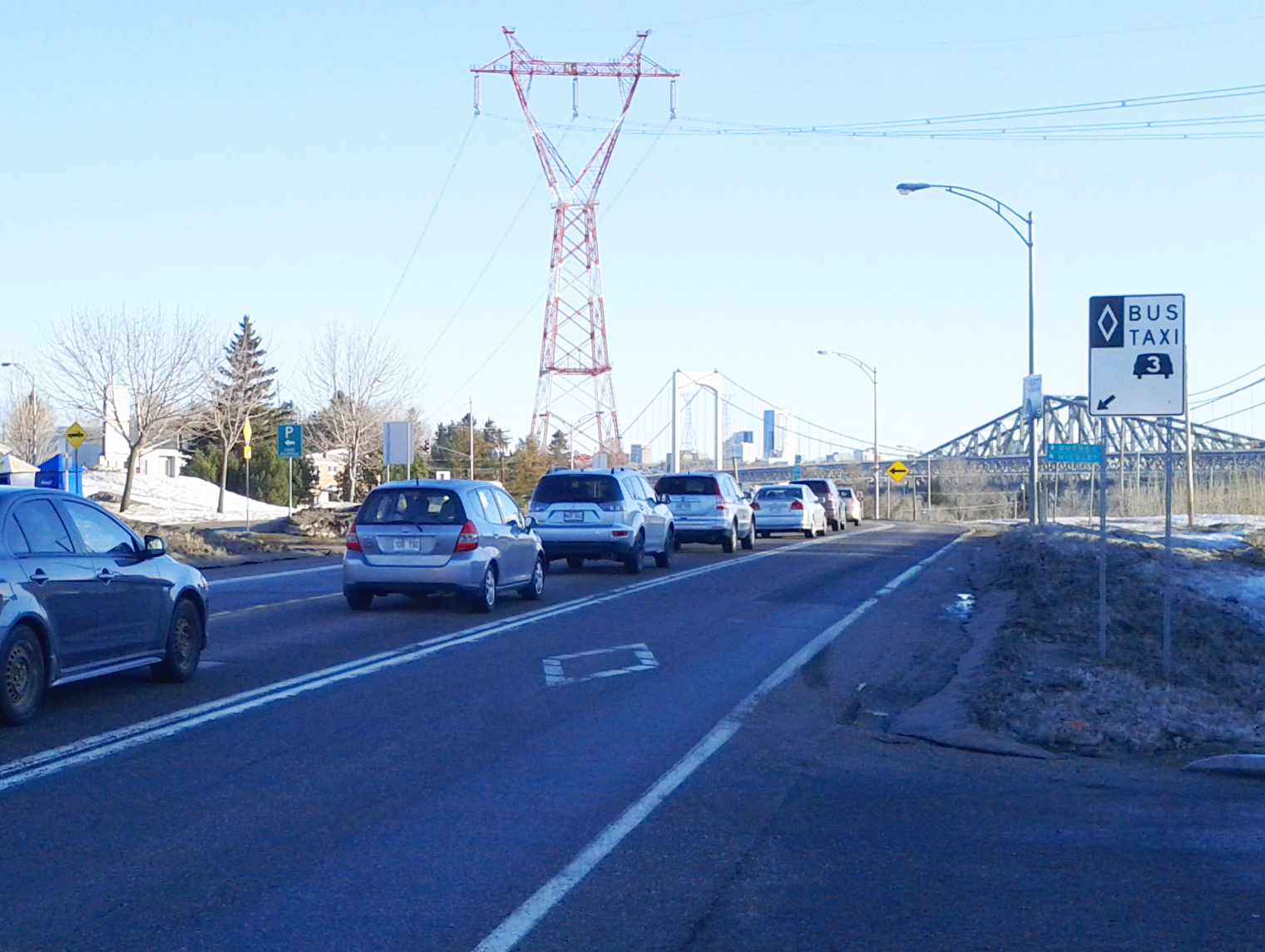
La route 116 à Lévis dans le secteur de Saint-Nicolas

  - Arrondissement Les Chutes-de-la-Chaudière-Ouest

## Intersections majeures
| MRC                                       | Municipalité                     | km                           | Sortie                       | Destinations | Notes |
| ----------------------------------------- | -------------------------------- | ---------------------------- | ---------------------------- | --- | --- |
| Longueuil                                 | Longueuil                        | 0,00                         | 1                            | R-112 ouest / R-134 (Boulevard Taschereau) – La Prairie, Pont Victoria, Pont Champlain, Pont Jacques-Cartier, Montréal | Terminus ouest du multiplex avec la R-112                                                                 |
| Longueuil                                 | Longueuil                        | 1,40                         | 2                            | Boulevard Édouard | |
| Longueuil                                 | Longueuil                        | 4,50                         | 4                            | R-112 est (Boulevard Cousineau) – Longueuil, Chambly, Aéroport de Saint-Hubert                                         | Terminus est du multiplex avec la R-112                                                                   |
| Longueuil                                 | Saint-Bruno-de-Montarville       | 9,80                         | 8                            | Boulevard des Promenades                                                                                               | |
| Longueuil                                 | Saint-Bruno-de-Montarville       | 11,30                        | 9                            | A-30 – Vaudreuil-Dorion, Sorel-Tracy                                                                                   | Sortie 76 de l'A-30                                                                                       |
| Longueuil                                 | Saint-Bruno-de-Montarville       | 11,30                        |                              | Boulevard Seigneurial                                                                                                  | Intersection à niveau                                                                                     |
| La Vallée-du-Richelieu                    | Limite McMasterville–Belœil      | 21,80                        |                              | R-229 nord (Rue Bernard-Pilon)                                                                                         | Terminus ouest du multiplex avec la R-229                                                                 |
| La Vallée-du-Richelieu                    | Mont-Saint-Hilaire               | 24,60                        |                              | R-133 – Otterburn Park, Saint-Jean-sur-Richelieu                                                                       | Pas d'accès direct en direction ouest                                                                     |
| La Vallée-du-Richelieu                    | Mont-Saint-Hilaire               | 27,10                        |                              | Grande-Allée vers A-20                                                                                                 | |
| La Vallée-du-Richelieu                    | Mont-Saint-Hilaire               | 29,70                        |                              | R-229 sud – Saint-Jean-Baptiste, Saint-Damase                                                                          | Saint-Damase indiqué en direction est seulement                                                           |
| Les Maskoutains                           | Sainte-Madeleine                 | 33,70                        |                              | R-227 vers A-20 – Saint-Jean-Baptiste, Saint-Damase                                                                    | |
| Les Maskoutains                           | Saint-Hyacinthe                  | 43,50                        |                              | R-231 sud / R-235 sud – Saint-Damase, Saint-Pie                                                                        | Terminus ouest du multiplex avec la R-235; terminus nord de la R-231                                      |
| Les Maskoutains                           | Saint-Hyacinthe                  | 45,60                        |                              | R-235 nord (Boulevard Choquette)                                                                                       | Terminus est du multiplex avec la R-235                                                                   |
| Les Maskoutains                           | Saint-Hyacinthe                  | 46,70                        |                              | R-137 nord (Rue Sicotte)                                                                                               | Terminus ouest du multiplex avec la R-137                                                                 |
| Les Maskoutains                           | Saint-Hyacinthe                  | 47,40                        |                              | R-137 sud – Granby | Terminus est du multiplex avec la R-137                                                                   |
| Les Maskoutains                           | Saint-Hyacinthe                  | 50,80                        |                              | R-224 vers A-20 – Saint-Simon, Granby                                                                                  | |
| Les Maskoutains                           | Saint-Simon                      | 57,30                        | 141                          | A-20 ouest – Montréal                                                                                                  | Terminus ouest du multiplex avec l'A-20; accès à la R-211; pas d'accès à l'A-20 ouest depuis la R-116 est |
| Les Maskoutains                           | Saint-Simon                      | 58,00                        | 143                          | R-211 sud – Saint-Valérien-de-Milton                                                                                   | Direction ouest seulement                                                                                 |
| Les Maskoutains                           | Limite Saint-Simon–Saint-Liboire | 60,40                        | 145                          | Saint-Simon, Saint-Liboire                                                                                             | Saint-Simon indiqué en direction ouest seulement                                                          |
| Les Maskoutains                           | Limite Saint-Simon–Saint-Liboire | 62,90                        | 147                          | A-20 est – Québec | Terminus est du multiplex avec l'A-20                                                                     |
| Acton                                     | Acton Vale                       | 82,30                        |                              | R-139 sud – Roxton Falls, Granby                                                                                       | Terminus ouest du multiplex avec la R-139                                                                 |
| Acton                                     | Acton Vale                       | 83,10                        |                              | R-139 nord – Wickham, Drummondville                                                                                    | Terminus est du multiplex avec la R-139; Wickham indiqué en direction est seulement                       |
| Drummond                                  | Pas d'intersections majeures     | Pas d'intersections majeures | Pas d'intersections majeures | Pas d'intersections majeures                                                                                           | Pas d'intersections majeures                                                                              |
| Le Val-Saint-François                     | Melbourne                        | 115,50                       |                              | A-55 – Drummondville, Sherbrooke                                                                                       | Sortie 88 de l'A-55                                                                                       |
| Le Val-Saint-François                     | Richmond                         | 117,00                       |                              | R-143 nord / R-243 sud – Melbourne, Ulverton                                                                           | Terminus ouest du multiplex avec la R-143 / R-243                                                         |
| Le Val-Saint-François                     | Richmond                         | 117,70                       |                              | R-243 nord – Saint-Félix-de-Kingsey                                                                                    | Terminus est du multiplex avec la R-243                                                                   |
| Le Val-Saint-François                     | Richmond                         | 118,90                       |                              | R-143 sud – Windsor | Terminus est du multiplex avec la R-143                                                                   |
| Les Sources                               | Danville                         | 135,50                       |                              | R-255 nord – Kingsey Falls                                                                                             | Terminus ouest du multiplex avec la R-255                                                                 |
| Les Sources                               | Danville                         | 137,10                       |                              | R-255 sud – Val-des-Sources                                                                                            | Terminus est du multiplex avec la R-255                                                                   |
| Arthabaska                                | Saint-Christophe-d'Arthabaska    | 167,00                       |                              | R-161 sud – Chesterville, Disraeli                                                                                     | Terminus ouest du multiplex avec la R-161                                                                 |
| Arthabaska                                | Victoriaville                    | 173,40                       |                              | R-122 ouest / R-161 nord – Drummondville                                                                               | Terminus est du multiplex avec la R-161; terminus est de la R-122                                         |
| L'Érable                                  | Princeville                      | 183,50                       |                              | R-263 vers A-20 – Saint-Louis-de-Blandford, Saint-Norbert-d'Arthabaska                                                 | Saint-Louis-de-Blandford indiqué en direction est seulement                                               |
| L'Érable                                  | Princeville                      | 185,50                       |                              | R-165 nord vers A-20 – Saint-Louis-de-Blandford                                                                        | Terminus ouest du multiplex avec la R-165; indications en direction ouest seulement                       |
| L'Érable                                  | Plessisville                     | 193,50                       |                              | R-165 sud – Saint-Ferdinand, Thetford Mines                                                                            | Terminus est du multiplex avec la R-165                                                                   |
| L'Érable                                  | Plessisville                     | 195,00                       |                              | R-267 sud – Inverness                                                                                                  | Terminus nord de la R-267                                                                                 |
| L'Érable                                  | Plessisville                     | 195,60                       |                              | R-265 nord vers A-20 – Notre-Dame-de-Lourdes                                                                           | Terminus sud de la R-265                                                                                  |
| L'Érable                                  | Lyster                           | 216,70                       |                              | R-218 ouest – Notre-Dame-de-Lourdes                                                                                    | Terminus ouest du multiplex avec la R-218                                                                 |
| L'Érable                                  | Lyster                           | 218,80                       |                              | R-218 est – Sainte-Agathe-de-Lotbinière                                                                                | Terminus est du multiplex avec la R-218; indications en direction est seulement                           |
| Lotbinière                                | Dosquet                          | 232,80                       |                              | R-271 vers A-20 – Sainte-Agathe-de-Lotbinière, Laurier-Station                                                         | |
| Lotbinière                                | Saint-Agapit                     | 246,00                       |                              | R-273 nord vers A-20 – Saint-Appolinaire                                                                               | Terminus ouest du multiplex avec la R-273                                                                 |
| Lotbinière                                | Saint-Agapit                     | 246,60                       |                              | R-273 sud – Saint-Gilles                                                                                               | Terminus est du multiplex avec la R-273                                                                   |
| Lotbinière                                | Saint-Gilles                     | 252,00                       |                              | R-269 sud – Saint-Gilles, Thetford Mines                                                                               | Terminus nord de la R-269; indications en direction ouest seulement                                       |
| Lévis                                     | Lévis                            | 261,00                       |                              | R-171 nord vers A-20 – Saint-Nicolas, Québec                                                                           | Terminus ouest du multiplex avec la R-171; Québec indiqué en direction est seulement                      |
| Lévis                                     | Lévis                            | 261,70                       |                              | R-171 sud – Saint-Lambert-de-Lauzon                                                                                    | Terminus est du multiplex avec la R-171                                                                   |
| Lévis                                     | Lévis                            | 271,20                       |                              | A-20 – Montréal, Québec, Rivière-du-Loup, Pont Pierre-Laporte                                                          | Pont Pierre-Laporte indiqué en direction est seulement; sortie 311 de l'A-20                              |
| Lévis                                     | Lévis                            | 273,80                       |                              | R-132 – Saint-Antoine-de-Tilly, Lévis (Centre-ville), Pont de Québec                                                   | |
| - Terminus de multiplex - Accès incomplet |                                  |                              |                              | | |